# Satoshi Yashiro
Satoshi Yashiro (八代 敏 Yashiro Satoshi?), född 10 december 1974 i Ibaraki prefektur, är en japansk före detta fotbollsspelare.
Yashiro började sin karriär 1993 i Prima Ham Tsuchiura (Mito HollyHock). Han avslutade karriären 2000.